# Xenerpestes
Xenerpestes là một chi chim trong họ Furnariidae.